# Monastère de Doungkar
Le monastère de Doungkar, ou Dungkar (tibétain : དུང་དཀར་, Wylie : Dung dkar ; chinois : 东嘎寺 ; pinyin : dōnggā sì), est un monastère du bouddhisme tibétain situé à Dromo, à six kilomètres de Yatung dans la Ville-préfecture de Shigatsé dans la région autonome du Tibet. Le monastère est situé dans la vallée de Chumbi, à la jonction du Sikkim en Inde, du Bhoutan et de l'ancienne province de l'Ü-Tsang du Tibet. Il est l'un des nombreux monastères appelés Dungkhar. Le monastère a été le lieu de refuge pour Tenzin Gyatso, le 14e dalaï-lama entre fin 1950 et juillet 1951, après l'Intervention militaire chinoise au Tibet (1950-1951).
Lama Zopa Rinpoché a prononcé ses vœux de moine dans ce monastère après s'être rendu au Tibet en 1957, mais il dut fuir en 1959 en raison des mauvais traitements infligés par l'armée chinoise aux moines à la suite du soulèvement tibétain de 1959.
Dungkar Lobsang Trinley a été le responsable du monastère.
Des informations parues dans les médias publics montrent que la Chine a financé une restauration importante des monastères de Doungkar et de  Ganden Sumtseling, deux principaux monastères liés au culte de Dorje Shugden déconseillé publiquement en 1996 par le dalaï-lama.